# IBSEN Museum & Teater
Ibsenmuseet i Oslo er et museum om digteren og dramatikeren Henrik Ibsen.

## Historie
Digteren havde i 27 år levet en omskiftelig tilværelse i udlandet, da han i 1891 bestemte sig for at flytte hjem til Norge igen. Han lejede en lejlighed i Victoria, men der kunde hans hustru, Suzannah, som var nedbrudt af gigt, ikke klare at bo.
Bygningen på hjørnet af Arbins gade og Drammensvejen var nyopført, da Ibsen flyttede ind i den i 1895. Her boede han til sin død i 1906. Hans hustru vendte hjem fra udlandet og boede her de sidste år af sit liv, til hun døde i 1914. De ligger begge begravet i æresparken i Vår Frelsers gravlund i Oslo.
Lejligheden var i perioden 1990 – 1993 lejet af skuespilleren Knut Wigert, som fik indrettet et slags kulturhus med mindestuer for forfatteren. Fuld museumsdrift blev der først da Norsk Folkemuseum overtog ansvaret, flyttede Ibsens arbejdsværelse til stedet og åbnede for daglige rundvisninger fra januar 1994. I 2002 lykkedes der museet med god hjælp fra Ibsens oldebarn den danske skuespiller Joen Bille at købe dele af stuemøblementet fra Suis nær Bolzano, hvor hans bedsteforældre dr. jur. Sigurd Ibsen, søn af Suzannah og Henrik Ibsen, og sangerinden Bergliot Ibsen, datter af Karoline og Bjørnstjerne Bjørnson, havde tilbragt deres alderdom.
I februar 2005 blev museet lukket for at starte forberedelserne til Ibsenåret 2006. Efter omfattende eftersøgninger, ombygninger og konservering blev digterhjemmet på 355 m² fuldt tilbageført og genåbnet for publikum i anledning af hundredeårsmarkeringen for Ibsens død. Sammen med nabolejligheden, som nu var bleven indrettet til udstillingsbrug, udgør de i dag kernen i Ibsenmuseet. Basisudstillingen har titlen «Henrik Ibsen – tvært imod / Henrik Ibsen – on the contrary».

## Museets faciliteter
Det ny Ibsenmuseet blev indviet på dødsdagen 23. maj 2006. I hjemmet er arbejdsværelset, hvor Ibsen skrev sine sidste skuespil John Gabriel Borkman og Når vi døde vågner. Medens han digtede, havde han på bordet et djævelorkester med nogle små figurer, som skulde give ham inspiration, når han gik i stå i arbejdet.
I den blå salon, med guldindrammede spejle, marmorborde og de gamle kakkelovne, er desuden Ibsens klaver, som ingen fik lov at spille på, da Ibsen selv påstod at musik gjorde ham nervøs. Ved siden af er den røde salon, klunkestuen med hjørnevinduet, hvor den aldrende digter kunde beskues af nysgerrige turister, som samlede sig nedenfor på gaden for at få et glimt af ham. Han var på den tid en større attraktion end både vikingeskibet fra Gokstad og norske fjorde og højfjeldet.
Gården rummer tillige et teater, konferencesal, bibliotek, arkiv og kontorer i øverste etage. Bag museumsbutikken nede på gadeplan er også et lokale som benyttes til skiftende særudstillinger.
Til trods for sin beskedne størrelse – han var kun 162 cm høj – blev der lagt mærke til Henrik Ibsen overalt hvor han bevægede sig.
Museet har også i anledning Ibsenåret 2006 bragt et originalt bidrag til forskningen om Henrik Ibsens liv og digtning gennem udgivelsen af Ting om Ibsen (engelsk udgave: A Thing or Two About Ibsen), hvor litteraturen anskues gennem de genstande, han omgav sig med i hverdagen.
Ibsenmuseet hører i dag organisatorisk under Norsk Folkemuseum.

## Netværket «Ibsenmuseerne i Norge»
De tre Ibsenmuseer i Norge har indgået et uforpligtende netværkssamarbejde. Henrik Ibsen Museum på Venstøp lidt uden for Skien har sit fokus på Henrik Ibsens barndomsår, hans skolegang, opvækst og familieforhold, Ibsenmuseet i Grimstad tager sig af hans ungdom, de første forelskelser og digterdebuten, medens museet i Oslo tager fortæller om den gamle, verdensberømte digter, som efter 27 års ophold i udlandet vendte tilbage til Norge i 1891.
Ibsenmuseerne indgår også i et samarbejde med andre literære museer i Norden. Blandt andet arrangeres der årligt seminarer, som går på omgang mellem de forskellige deltagere i samtlige deltagerland. Ibsenmuseerne fungerer ikke bare som litterære mødesteder og dramatiske arenaer lokalt, men er på flere måde engageret i forskellige internationale sammenhænge som følger op de temaer, som dramatikeren selv rejste i sin digtning.

## Galleri
- Ibsen med Vasaordenen og Dannebrogsordenen på brystet, og den tyrkiske Medijdijordenen om halsen. Foto ved W. Höffert i Dresden, 1871.
- Ibsen (til venstre i vognen) foran Nationaltheatret med Stephan Sindings Ibsenstatue i baggrunden. Foto: Narve Skarpmoen.
- Lægen Edvard Bull tvang Ibsen til at lave skriveøvelser efter en hjerneblødning og modtog digterens tak.